# Takács Gyula (színművész)
Takács Gyula (Budapest, 1945. november 27. –) magyar színész.

## Életpályája
1970-ben végzett a Színház- és Filmművészeti Főiskolán. Pályáját a Fővárosi Operett Színháznál kezdte, majd 1971-től a kaposvári Csiky Gergely Színházhoz szerződött. 1972-től a Pécsi Nemzeti Színházban szerepelt, 1979-től a szolnoki Szigligeti Színház tagja volt. 1988-tól rövid ideig a Mikroszkóp Színpad művésze volt. 1990-től Izraelben él

## Színházi szerepeiből
- William Shakespeare: Hamlet... Második sírásó
- Carlo Goldoni: A hazug... Brighella
- Friedrich Dürrenmatt: A nagy Romulus... Caesar Rupf, nagyiparos
- Arisztophanész: Plutosz (A gazdagság)... Euripidész, költő; Harmadik kartag
- Leonard Bernstein: West Side Story... Tony
- Neil Simon: Furcsa pár... Oscar Madison
- Mitch Leigh – Dale Wasserman: La Mancha lovagja... Sancho, Borbély
- Iszaak Oszipovics Dunajevszkij: Szabad szél... Márkó
- Schönthan testvérek – Molnár Gál Péter: A szabin nők házassága... Rettegi Fridolin
- Ábrahám Pál: Bál a Savoyban... Mustafa bej
- Ábrahám Pál: Viktória... Miki
- Kálmán Imre: Csárdáskirálynő... Bóni
- Kálmán Imre: Cigányprímás... Gaston
- Lehár Ferenc: A három grácia... Spagetti
- Lehár Ferenc: A víg özvegy... Nyegus
- Huszka Jenő: Mária főhadnagy... Zwickli Tóbiás
- Szirmai Albert – Bakonyi Károly – Gábor Andor: Mágnás Miska... Pixi
- Carl  Sternheim: Kazetta... Krul tanár
- Csiky Gergely: A nagymama... Kálmán
- Örkény István: Pisti a vérzivatarban... Kimért
- Tamási Áron: A búbos vitéz... Hemót, óriás, palotaőr
- Dunai Ferenc: A nadrág... Koltai
- Müller Péter: Szomorú vasárnap... Seress Rezső
- Márton László: A kínkastély... Niemcewicz, szenátor és drámaköltő
- Novotny Gergely: Országutak iskolája... Petőfi harmadik barátja

## Rendezése
- A kis herceg

## Filmes és televíziós szerepei
- A hazug
- Anyegin
- Uránbányászok
- Übü király
- Hatásvadászok (1983)... Barnafy, bonviván
- Te rongyos élet (1984)... Bonviván
- A kaméliás hölgy (1987)... Egy úr
- Pornósztár volt őnagysága (1989)